# Хейзъл Озмънд
Хейзъл Озмънд (на английски: Hazel Osmond) е английска журналистка и писателка на произведения в жанра любовен роман и чиклит.

## Биография и творчество
Хейзъл Озмънд е родена на 12 януари 1960 г. в Нортъмбърланд, Англия. След дипломирането си работи като държавен служител, а после в продължение на двадесет години работи като рекламен копирайтър по теми за строителни фирми и обекти, мебелни магазини, музеи и др.
Започва да пише фенфикшън в сайт на актьора Ричард Армитидж, което я увлича. Участва и печели конкурс за разкази на списание „Жена и дом“ през 2008 г., както и друг конкурс през 2009 г. Това ѝ дава увереност да се обърне към писането на романи.
Първият ѝ роман „Кой се страхува от г-н Улф?“ е издаден през 2011 г. Героинята ѝ, Ели Съмърсет, е рекламен копирайтър, и не успява да пробие в професията, докато в агенцията е назначен Джак Улф, който планира съкращения и тя трябва да подобри и външния си вид и да докаже способностите си. Романът е избран за романтична комедия на годината от Асоциацията на писателите на любовни романи на Великобритания през 2012 г.
В първия си роман е вдъхновена за героя си от Ричард Армитидж и неговите роли, във втория си роман нейният герой прилича на Дейвид Тенант, а в третия на Оуен Уилсън. Нейни разкази са публикувани и в редица списания.
Хейзъл Озмънд живее със семейството си в Нортъмбърланд.

## Произведения

### Самостоятелни романи
- Who's Afraid of Mr Wolfe? (2011)[1][2][4]
- The First Time I Saw Your Face (2012)
Искам да ти вярвам, изд.: „СББ Медиа“, София (2017), прев. Маргарита Спасова
- Playing Grace (2013)
Стъпки в пясъка, изд.: „СББ Медиа“, София (2015), прев. Маргарита Спасова
- The Mysterious Miss Mayhew (2014)